# Allium agrigentinum
Allium agrigentinum là một loài thực vật có hoa trong họ Amaryllidaceae. Loài này được Brullo & Pavone mô tả khoa học đầu tiên năm 2001.